# Николаев, Михаил Васильевич
Михаил Васильевич Николаев (18 ноября 1922, Мартынка, Владимирская губерния — 21 января 2010, Сергиев Посад, Московская область) — майор Советской Армии, участник Великой Отечественной войны, Герой Советского Союза (1945).

## Биография
Михаил Николаев родился 18 ноября 1922 года в деревне Мартынка (ныне — Переславский район Ярославской области). Окончил десять классов школы в посёлке Муханово (ныне — Сергиево-Посадский район Московской области). В октябре 1941 года Николаев был призван на службу в Рабоче-крестьянскую Красную Армию. В 1942 году он окончил 1-е Ленинградское артиллерийское училище. С сентября того же года — на фронтах Великой Отечественной войны. Во время боёв два раза был ранен.
К августу 1944 года старший лейтенант Михаил Николаев командовал огневым взводом 435-го истребительно-противотанкового артиллерийского полка (иптап) 8-й отдельной истребительно-противотанковой артиллерийской бригады (8 оиптабр РГК) 69-й армии 1-го Белорусского фронта. Отличился во время освобождения Польши. В ночь с 31 июля на 1 августа 1944 года взвод Николаева переправился через Вислу в районе города Пулавы и принял активное участие в боях за захват и удержание плацдарма, нанеся противнику большие потери. Когда в разгар боя загорелись ящики со снарядами, Николаев с товарищами потушил огонь, предотвратив детонацию.
Указом Президиума Верховного Совета СССР от 21 февраля 1945 года за «образцовое выполнение боевых заданий командования на фронте борьбы с немецкими захватчиками и проявленные при этом мужество и героизм» старший лейтенант Михаил Николаев был удостоен высокого звания Героя Советского Союза с вручением ордена Ленина и медали «Золотая Звезда» за номером 7097.
После окончания войны Николаев продолжил службу в Советской Армии. В 1950 году в звании майора он был уволен в запас. Проживал и работал сначала в Муханово, затем в Сергиевом Посаде. Скончался 21 января 2010 года, похоронен на кладбище в посёлке Муханово.
Почётный гражданин Сергиева Посада и Сергиево-Посадского района. Был также награждён орденами Красного Знамени и Александра Невского, двумя орденами Отечественной войны 1-й степени, орденами Отечественной войны 2-й степени и Красной Звезды, рядом медалей.